# Art Taylor
Art Taylor (* 6. April 1929 in New York als Arthur S. Taylor, Jr.; † 6. Februar 1995 ebenda) war ein US-amerikanischer Jazz-Schlagzeuger.

## Leben und Wirken
Taylor spielte in Harlem mit Sonny Rollins und Jackie McLean und hatte seine ersten wichtigen Auftritte 1948 mit Howard McGhee. Es folgte die Zusammenarbeit mit Coleman Hawkins (1950–51), Buddy DeFranco (1952), Bud Powell (1953 und 1955–57: Bud! The Amazing Bud Powell (Vol. 3)), Art Farmer (1954–55) und George Wallington (1954–56). Daneben leitete er seine eigene Band, Taylor’s Wailers, und arbeitete mit Thelonious Monk und Miles Davis. 1958 unternahm er mit Donald Byrd und Bobby Jaspar eine Europatournee (Au chat qui pêche).
1963 zog Taylor nach Europa, wo er sich während der nächsten zwanzig Jahre, überwiegend in Frankreich und ab 1970 in Belgien, aufhielt und mit Musikern wie Dexter Gordon und Johnny Griffin arbeitete. Aus Interviews und Gesprächen mit Musikerkollegen entstand hier sein Buch Notes and Tones. Anfang der 1990er Jahre kehrte er in die USA zurück, wo er seine Band Wailers reorganisierte.
Taylor wirkte bei über dreihundert Aufnahmen mit; seine eigenen Alben erschienen u. a. bei Verve, Blue Note und Prestige.

## Diskographie
- Taylor’s Wailers (1956, Prestige) mit Donald Byrd, Jackie McLean, Ray Bryant, Wendell Marshall
- Taylor’s Tenors (1959, Prestige) mit Charlie Rouse, Frank Foster, Walter Davis junior
- A.T.’s Delight (1960, Blue Note) mit Dave Burns, Stanley Turrentine, Paul Chambers, Patato Valdés
- Mr. A.T. (1991, Enja) mit Willie Williams, Abraham Burton, Marc Cary, Tyler Marshall
- Wailin’ at the Vanguard (1992, Verve) mit Jacky Terrasson

## Schriften
- Notes and Tones: Musician -To Musician Interviews, Lüttich, Taylor, 1977, New York, Perigee 1982.